# Gregory H. Watkins
Gregory H. Watkins é um sonoplasta estadunidense. Venceu o Oscar de melhor mixagem de som na edição de 1991 por Dances with Wolves, ao lado de Jeffrey Perkins, Bill W. Benton e Russell Williams II.